# Plateau d'Ornans
Le plateau d’Ornans, aussi appelé premier plateau du Doubs, est un plateau du massif du Jura situé dans le département français du Doubs, en Bourgogne-Franche-Comté.

## Géographie

### Situation
Le plateau d'Ornans, du nom de la ville principale, est un plateau de moyenne montagne, de type karstique, couvrant environ 1 200 km2. Il est long de plus de 70 km, d'orientation générale NE-SO, avec une largeur moyenne de 20 km. Son altitude varie entre 300 m (près du bord) et 947 m au Belmont, à l'est de Pierrefontaine-les-Varans, avec une moyenne d'environ 600 m. Il fait partie du premier ensemble de plateaux du massif jurassien avec le plateau de Lons-le-Saunier dans le département du Jura ; il est délimité par le faisceau salinois au sud, le faisceau de Quingey à l'ouest, le faisceau bisontin au nord-ouest. Les sous- plateaux de Sancey et Pierrefontaine-les-Varans occupent la partie nord-est jusqu'à l'anticlinal du Lomont, et la ligne Reugney-Flangebouche, à l'est, marque la transition avec la Haute-Chaîne. Ce plateau est subdivisé en trois parties par deux plis longitudinaux qui délimitent, d'ouest en est, les marches d'un escalier : la première marche, d'altitude comprise entre 300 et 550 m, est composée des plateaux de Montrond et de Saône-Bouclans (ou Saône-Champlive) et de la partie ouest du plateau d'Amancey ; le pli-faille de Mamirolle, qui se développe d'Alaise à Baume-les-Dames, marque le début de la deuxième marche, dont l'altitude varie entre 550 et 650 m, formée des plateaux d'Amancey (partie est), d'Ornans proprement dit, et de Vercel ; une faille marque le début du troisième secteur composé de zones plissées et des plateaux de Pierrefontaine-les-Varans et Sancey (500 à 947 m).
Le plateau est traversé, au sud, par la rivière Loue qui s’y encaisse de 250 m à plus de 300 m, et par son principal affluent, le Lison, ainsi que par le Cusancin au nord.
Dans le département, le nom de second plateau est donné à celui de Levier.

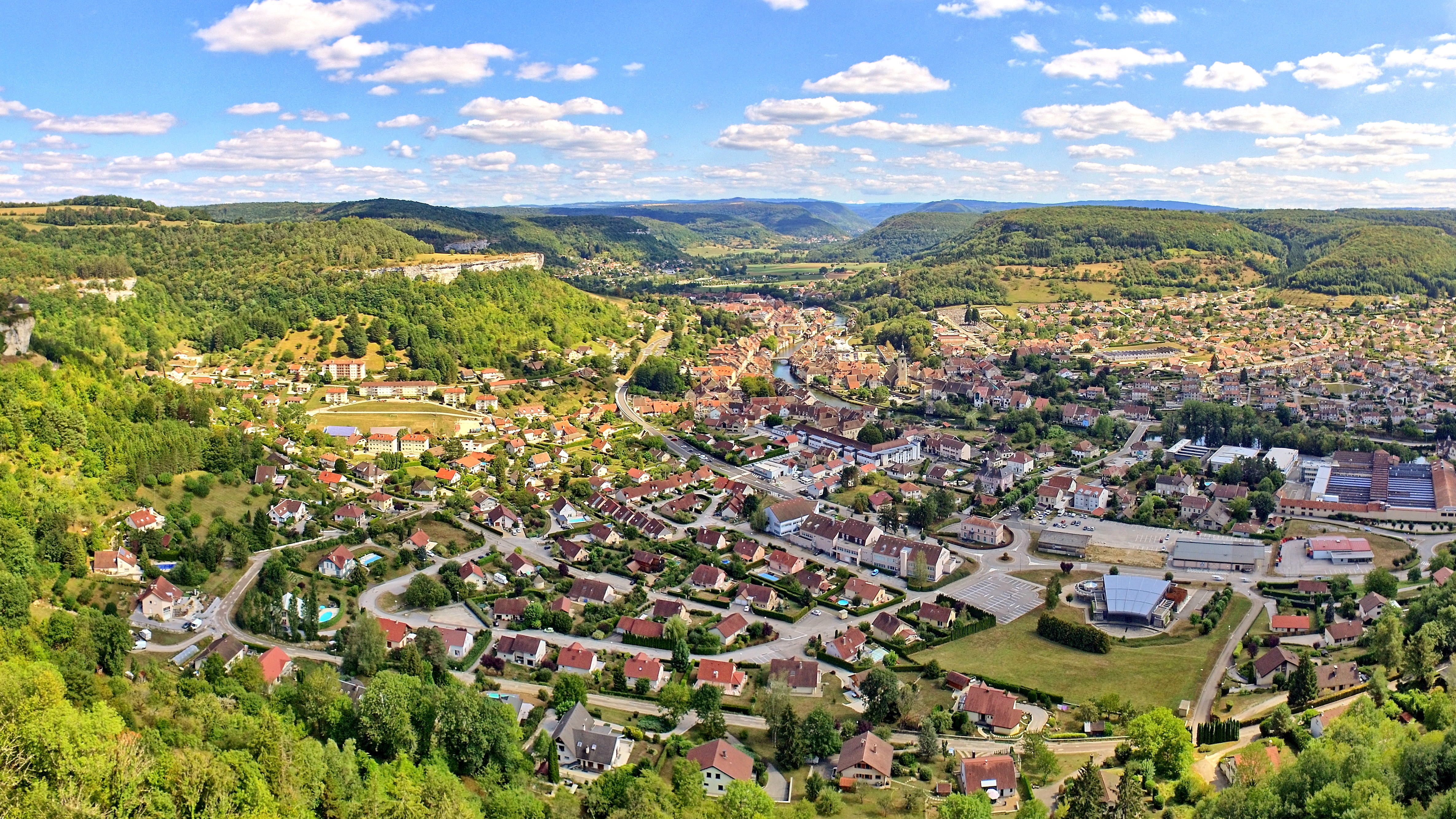
Le plateau d'Ornans entaillé par la vallée de la Loue.
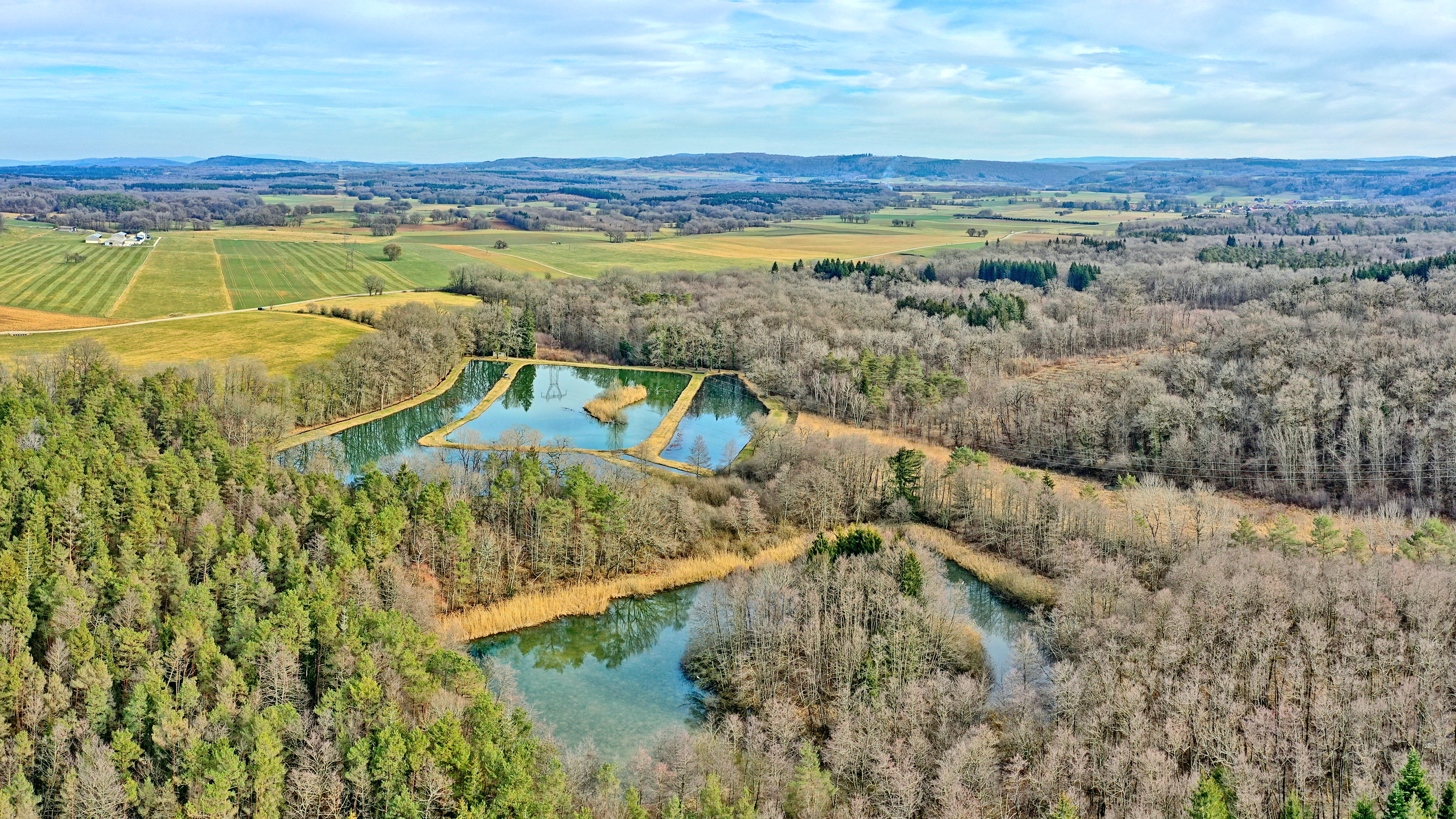
La première marche du plateau vers Champlive avec, au fond, le pli-faille de Mamirolle
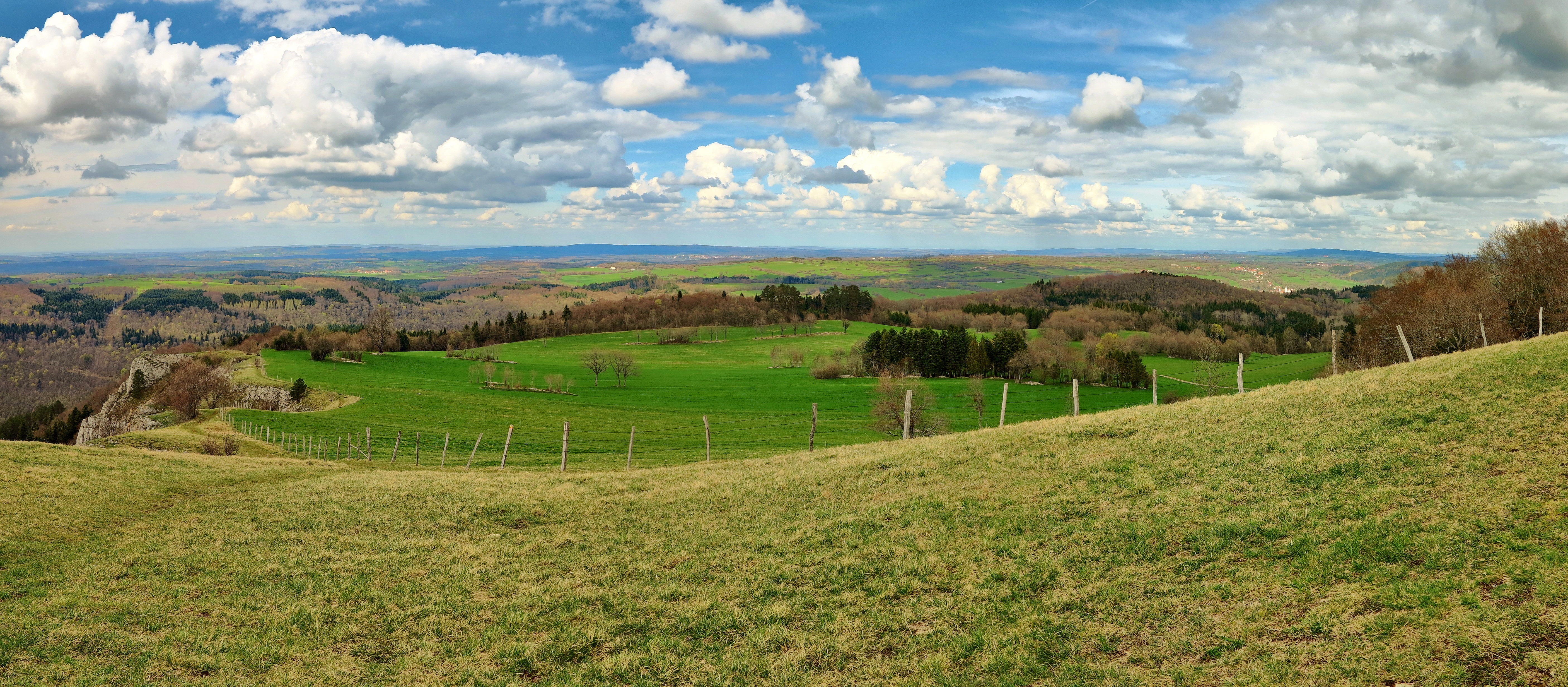
Panorama sur le plateau d'Ornans depuis le belvédère de Hautepierre-le-Châtelet.

### Géologie
Le plateau d'Ornans présente en surface essentiellement des calcaires du Jurassique supérieur affectés de faibles pendages mais accidentés de quelques failles. Le Jurassique moyen n’affleure qu’au fond de la vallée très encaissée de la Loue et également dans la partie nord du plateau où, à l’approche du Lomont, des structures plissées apparaissent.
C'est donc une région karstique où le drainage aérien est réduit à quelques rivières comme la Loue et ses affluents qui s'enfoncent profondément dans les couches tabulaires formant de nombreuses reculées (reculée de la Loue, reculée du Lison, reculée de Norvaux, ravin de Valbois).
Le plateau d'Ornans présente aussi de nombreux bassins fermés qui disparaissent dans des pertes comme le marais de Saône, le bassin de Champlive avec le Gour.
Il possède un réseau souterrain très important avec de nombreuses cavités naturelles inventoriées. Deux gouffres ont été aménagés pour la visite : le gouffre de Poudrey et la grotte de la Glacière.